# Gainesville (Missouri)
Gainesville és una població dels Estats Units a l'estat de Missouri. Segons el cens del 2000 tenia 632 habitants.

## Demografia
Segons el cens del 2000, Gainesville tenia 632 habitants, 294 habitatges, i 176 famílies. La densitat de població era de 92,4 habitants per km².
Dels 294 habitatges en un 25,2% hi vivien nens de menys de 18 anys, en un 48,3% hi vivien parelles casades, en un 8,2% dones solteres, i en un 40,1% no eren unitats familiars. En el 37,8% dels habitatges hi vivien persones soles el 20,4% de les quals corresponia a persones de 65 anys o més que vivien soles. El nombre mitjà de persones vivint en cada habitatge era de 2,15 i el nombre mitjà de persones que vivien en cada família era de 2,86.
Per edats la població es repartia de la següent manera: un 23,3% tenia menys de 18 anys, un 6,8% entre 18 i 24, un 24,7% entre 25 i 44, un 23,9% de 45 a 60 i un 21,4% 65 anys o més.
L'edat mediana era de 41 anys. Per cada 100 dones de 18 o més anys hi havia 77 homes.
La renda mediana per habitatge era de 23.083 $ i la renda mediana per família de 32.019 $. Els homes tenien una renda mediana de 22.188 $ mentre que les dones 16.597 $. La renda per capita de la població era de 14.566 $. Entorn del 12,8% de les famílies i el 18,4% de la població estaven per davall del llindar de pobresa.

## Poblacions més properes
El següent diagrama mostra les poblacions més properes.